# Девід Вінсент Гупер
Девід Вінсент Гупер (англ. David Vincent Hooper; 31 серпня 1915, Райгейт, Суррей, Англія — травень 1998, Лондон) — британський шахіст і письменник. Будучи аматором, розділив п'яте місце на чемпіонаті Великої Британії з шахів, що проходив у 1949 році у Філікстоу. Став британським чемпіоном 1944 року у заочних шахах і чемпіоном турніру в Лондоні 1948 року. Грав на шаховій олімпіаді, що проходила в Гельсінкі у 1952 році.
Девід Гупер був експертом у теорії ендшпілю та історії шахів дев'ятнадцятого століття. Найбільшу популярність здобув своїми шаховими книгами: «The Oxford Companion to Chess» 1984 року (у співавторстві з Кеннетом Вайлдом), «Стейніц», (Гамбург, 1968, німецькою, книга перевидавалась у 1992 році) і «Кишеньковий путівник по шахових ендшпілях» (англ. A Pocket Guide to Chess Endgames, Лондон, 1950).

## Книги Гупера
- Hooper, David (1970), A Pocket Guide to Chess Endgames, Bell & Hyman, ISBN 0-7135-1761-1
- Euwe, Max; Hooper, David (1959), A Guide to Chess Endings, Dover (1976 reprint), ISBN 0-486-23332-4
- Hooper, David; Whyld, Kenneth (1992), The Oxford Companion to Chess (вид. 2nd), Oxford University Press, ISBN 0-19-280049-3
- Hooper, David (1968), Practical Chess Endgames (Chess Handbooks), Law Book Co of Australasia, ISBN 0-7100-5226-X
- Cafferty, Bernard; Hooper, David (1979), A Complete Defence to 1P-K4: A Study of Petroff's Defence (вид. 2nd), Pergammon Press, ISBN 0-08-024088-7
- Cafferty, Bernard; Hooper, David (1981), A Complete Defence to 1d4: A Study of the Queen's Gambit Accepted, Pergammon Press, ISBN 0-08-024102-6
- Hooper, David; Brandreth, Dale (1975), The Unknown Capablanca, B.T. Batsford, ISBN 978-0-486-27614-4